# Sada (phim)
Sada (SADA〜戯作・阿部定の生涯 Sada) Là một bộ phim chính kịch Nhật Bản năm 1998 do Nobuhiko Obayvaihi đạo diễn dựa trên câu chuyện có thật của Abe Sada. Phim lọt vào Hạng mục tranh giải Gấu Vàng tại liên hoan phim Quốc tế Berlin lần thứ 48.

## Cốt truyện
Phim được cải biên dựa trên những sự kiện có thật, kể về câu chuyện của geisha Abe Sada, một phụ nữ nghiện tình dục, vì ghen tuông, bất mãn đã ghìm chết tình nhân đồng thời cắt bỏ bộ phận sinh dục của người tình.

## Diễn viên
- Hitomi Kuroki vai Sada Abe
- Tsurutarō Kataoka vai Tatsuzo Kikumoto
- Norihei Miki vai Takuzo Abe
- Kippei Shiina vai Mvaiaru Okada
- Toshie Negishi vai Yoshi Kikumoto
- Bengaru vai Sanosuke Tachibana
- Renji Ishibvaihi vai Shinkichi
- Kyūsaku Shimada vai Takiguchi
- Jirō Sakagami vai Miyazaki

## Giải thưởng
Giải FIPRESCI tại liên hoan phim Quốc tế Berlin lần thứ 48.
Đề cử giải Gấu Vàng tại liên hoan phim Quốc tế Berlin lần thứ 48.